# پیلتری (ویرجینیای غربی)
پیلتری (به انگلیسی: Peeltree) یک منطقهٔ مسکونی در ایالات متحده آمریکا است که در شهرستان باربر، ویرجینیای غربی واقع شده‌است. پیلتری ۳۲۸٫۸۸ متر بالاتر از سطح دریا قرار دارد.